# Andromeda (cançó)
«Andromeda» és una cançó de la banda virtual de rock alternatiu Gorillaz, amb la col·laboració del raper estatunidenc D.R.A.M.. Fou llançada el 23 de març de 2017 com a quart senzill del cinquè àlbum de la banda, Humanz, però amb altres tres cançons més del disc.
Andromeda és el nom d'un club nocturn de Colchester, el qual solia visitar Damon Albarn en la seva joventut. Pel cantant de Gorillaz, aquesta és una cançó molt personal, ja que representa una connexió entre la seva joventut, l'únic lloc on podia escoltar música soul en directe, amb l'esperit musical que intenta evocar en l'actualitat.
El tema està dedicat a Ethel, mare de Suzi Winstanley que és la parella durant molts anys d'Albarn, que va morir mentre componia la cançó. Albarn va compondre la lletra de la cançó i va conversar amb el productor The Twilite Tone per tal d'evocar el so dels temes «Billie Jean», de Michael Jackson, i de «I Can't Go for That (No Can Do)» de Hall & Oates. En un moment donat, el títol de la cançó fou «I Can't Go for Billie Jean» en referència a les dues cançons anteriors.
El raper D.R.A.M. va col·laborar la cançó amb molta més presència de la que finalment apareix en la cançó, ja que van extreure segones veus en la versió final. Albarn va revelar que tenia diverses versions alternatives de la cançó amb altres col·laboradors com l'anglès Rag'n'Bone Man o el francès Christine and the Queens, però finalment va optar per D.R.A.M., que ja havia col·laborat sense estar acreditat en la cançó «We Got the Power».

## Llista de cançons
| 1. | «Andromeda» | 3:18 |

## Crèdits
- Damon Albarn – cantant, sintetitzador
- D.R.A.M. – cantant
- The Twilite Tone – sintetitzador, bateries
- Stephen Sedgwick – enginyeria
- Samuel Egglenton – assistència
- John Davis – enginyeria
- Roses Gabor – veus addicionals